# Ernest Francillon
Ernest Francillon est un industriel suisse (né le 10 juillet 1834 à Lausanne et mort le 3 avril 1900). Il est à la base de la marque de montres Longines.

## Biographie
En 1852, le fabricant d'horlogerie Auguste Agassiz appelle à Saint-Imier son neveu Ernest Francillon et l'intéresse à l'industrie de la montre. Le jeune homme, montre d'emblée un grand intérêt et beaucoup de talent dans l'organisation du travail, la conduite des affaires, la conquête des grands marchés horlogers. Au début de l'été 1862, le comptoir d'horlogerie « Agassiz & Compagnie » est à son nom (« Ancienne Maison Auguste Agassiz, Ernest Francillon, Successeur »), il produit 20 000 pièces par année et obtient de grands succès commerciaux.
En 1866, Ernest Francillon achète à Saint-Imier des terrains au lieu-dit « Les Longines », pour y construire un atelier d’horlogerie et y réunir les opérations d’assemblage final de la montre . La marque Longines est née, elle sera bientôt synonyme de haute qualité et de prestige, présente dans toutes les grandes foires et expositions internationales, où les montres fabriquées à Saint-Imier conquièrent diplômes et médailles. Ernest Francillon est dynamique, il noue des relations d'affaires dans les grandes capitales européennes et prospecte le marché américain pour s'imposer sur place à la concurrence. C’est aussi un industriel avide de progrès, il introduit dans ses ateliers des méthodes de travail et un outillage modernes, crée des calibres nouveaux, met ses montres au goût du jour.
En 1870, l’entreprise est menacée de liquidation, mais Ernest Francillon et ses collaborateurs tiennent tête, contre vents et marées. À Saint-Imier, il est pionnier de l'École d'horlogerie et des Forces électriques de La Goule. Député au Grand Conseil bernois en 1878 et conseiller national en 1881, il meurt le 3 avril 1900.
Saint-Imier lui érige un monument le 13 octobre 1907.
Franc-maçon, il était membre de la Grande Loge suisse Alpina.